# Йохан Карл фон Липе-Бистерфелд
Йохан Карл фон Липе-Бистерфелд (на немски: Johann Karl Graf zur Lippe-Biesterfeld) от линията Липе-Бистерфелд на фамилията Липе е граф на Липе-Бистерфелд.

## Биография
Роден е на 1 септември 1778 година във Фрайендиц в Диц. Той е най-малкият, петият син, на вюртембергския полковник граф Карл Ернст Казимир фон Липе-Бистерфелд (1735 – 1810) и съпругата му графиня Фердинанда Хенриета Доротея фон Бентхайм-Текленбург-Реда (1737 – 1779), дъщеря на граф Мориц Казимир I фон Бентхайм-Текленбург (1701 – 1768) и графиня Албертина Хенриета фон Изенбург-Бюдинген-Меерхолц (1703 – 1749).
След смъртта на майка му той живее в Кьолн с по-големия му брат Вилхелм Ернст (1777 –1840) при чичо си граф Фридрих Вилхелм фон Липе-Бистерфелд (1737 – 1803) и съпругата му Елизбет Йохана фон Майнертсхаген (1752 – 1811).
Йохан Карл фон Липе-Бистерфелд умира на 29 декември 1844 година в Кьолн на 66-годишна възраст.

## Фамилия
Йохан Карл фон Липе-Бистерфелд се жени на 9 юни 1806 г. в Мюнстер за фрайин Бернардина фон Зобе (* 25 юли 1784, Клеве; † 6 февруари 1843, Менгерингхаузен, Бад Аролзен, Валдек), дъщеря на Лудвиг фон Зобе и Бенямина фон Овен. Те имат шест деца:
- Йохана (* 3 юни 1807, Кьолн; † 23 ноември 1830, Берлин), омъжена в Клеве на 6 януари 1829 г. за Хайнрих Макс фон Рьодер (* 10 октомври 1804; † 8 ноември 1884, Бернерхоф, при Берн)
- Паулина Луиза Модеста (* 22 май 1809, Кьолн; † 15 февруари 1888, Клеве), неомъжена
- Константин Кристиан Вилхелм (* 14 март 1811, Кьолн; † 8 октомври 1861, Дюселдорф), женен в Мюнстер на 2 декември 1837 г. за фрайин Вилхелмина фон Финке (* 11 ноември 1817, Мюнстер; † 26 август 1888, Герден при Бракел)
- Амалия Хенриета Юлия (* 4 април 1814; † 25 октомври 1879, Принценхоф), омъжена в Клеве на 12/13 март 1841 г. за принц Карл фон Валдек-Пирмонт (* 12 април 1803; † 19 юли 1846, Принценхоф), син на княз Георг I фон Валдек-Пирмонт (1747 – 1813) и принцеса Албертина Шарлота Августа фон Шварцбург-Зондерсхаузен (1768 – 1849)[5]
- Бернхард (* 28 ноември 1815, Кьолн; † 7 юни 1827, Клеве)
- Карл Фридрих (* 28 септември 1818, Кьолн; † 4 декември 1883, Кьолн), неженен